# 川酒
川酒指产于中国四川地区的白酒，因四川产酒量大和知名品牌众多而闻名国内外。在中国消费市场上形成了“川酒云烟”的说法。

## 歷史

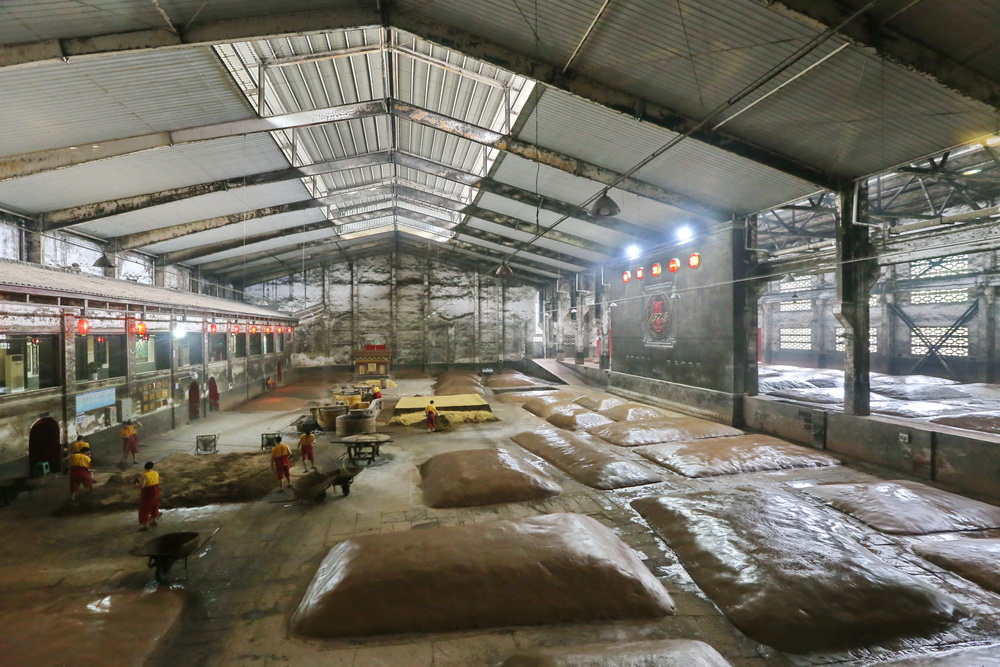
泸州老窖明代窖池

中国酿酒历史久远，其中一些古代生产酒、储藏酒的酒坊、酒池、酒窖到现在已成为了文物。四川泸州市泸州大曲老窖池和绵竹市剑南春酒坊遗址均被列为全国重点文物保护单位。

## 生產
2007年四川白酒以86万吨的产量超过山东省在中国位居第一，此前山东已连续十五年是中国最大的产酒省份。四川也是全国白酒销售收入、利润和出口量最大的省份。同时，多年来全国多家大酒厂一直在四川采购原酒，形成了邛崃、崇州、大邑、绵竹、宜宾、泸州等生产原酒的中小企业群。
虽然四川人口众多，但并非全国白酒消费最大的省份，全国白酒消费最大的省份是广东、山东、江苏，这也是全国经济总量最大的省份。一般认为全国以饮酒著名的地区是东北、山东、西北、河南及河北。

## 品牌

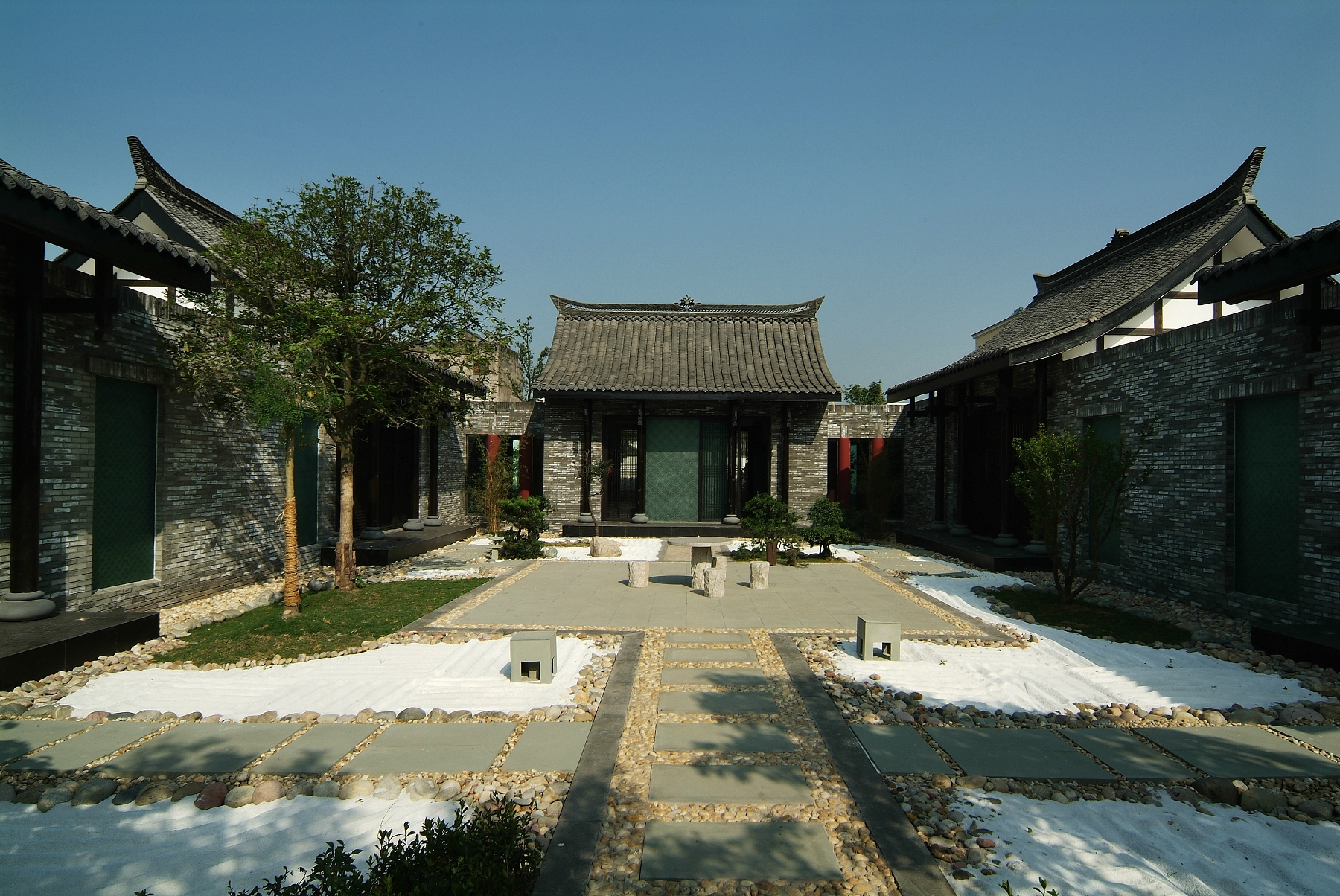
邛崃文君酒庄会馆

四川有获得历届中国名酒评比名酒称号的白酒六种，号称“六朵金花”，分别是五粮液、泸州老窖、剑南春、沱牌曲酒、全兴大曲、郎酒。其中郎酒属酱香型白酒，其余五种属于浓香型白酒。
四川的名酒企业有四家国内上市公司，分别是五粮液（深交所：000858），泸州老窖（深交所：000568），舍得酒业（上交所：600702），水井坊（上交所：600779）。
四川传统的知名白酒还有文君酒（股权几经转让，2007年法国LVMH集团拥有55%的股权；剑南春持有45%的股权；2017年LVMH集团退出，由剑南春全资控股）。
近年随消费的增加和市场竞争的加剧，四川又诞生和发展了一批新的区域性知名白酒，如古绵纯、丰谷特曲、江口醇、诸葛酿、小角楼、红楼梦酒、高洲等。其中多以在广东、江苏等消费大省及四川当地打开市场而发展成名。

### 子品牌
为丰富产品线，占领消费市场，四川各大名酒公司都开发有多个子品牌系列酒分别针对高端或低端市场，特别以五粮液和剑南春最为成功。
- 五粮液：五粮春、五粮醇、金六福、京酒、浏阳河、尖庄等
- 剑南春：绵竹大曲、金剑南、银剑南、剑南液、东方红等
- 泸州老窖：国窖1573、武陵酒等
- 全兴大曲：水井坊、天号陈等
- 郎酒：红花郎、蓝花郎、青花郎等
- 沱牌曲酒：舍得、柳浪春、陶醉、沱酒等

### 「中华老字号」稱號
众多的川酒荣获中国商务部中华老字号称号。
- 四川省宜宾五粮液集团有限公司（注册商标：五粮液）
- 泸州老窖股份有限公司（注册商标：泸州老窖）
- 四川剑南春集团有限责任公司（注册商标：剑南春）
- 四川全兴股份有限公司（注册商标：全兴）
- 四川沱牌曲酒股份有限公司（注册商标：沱牌）
- 四川省古蔺郎酒厂有限公司（注册商标：郎牌）
- 四川旭水酒业有限公司（注册商标：旭水）
- 四川泸州市新佳荔酒业有限公司（注册商标：老泸春）
- 四川省绵阳市丰谷酒业有限责任公司（注册商标：丰谷）
- 四川江口醇酒业(集团)有限公司（注册商标：江口醇）
- 四川省三苏酒业有限责任公司（注册商标：三苏）
- 四川八百寿酒业有限公司（注册商标：彭祖）
- 四川简阳尽春意酒业有限公司（注册商标：尽春意）